# Duna Dolna
Duna Dolna (niem.: Hintere Duhne) – potok stanowiący lewy dopływ Duny Górnej. Wypływa ze wschodnich i południowych zboczy Zagajnika na Wysoczyźnie Łomnicy, na wysokości około 445 m n.p.m. W części źródliskowej składa się z kilku drobnych cieków, które biorą swój początek na łąkach. Główny wypływ znajduje się w rejonie Starkówka, poniżej drogi wojewódzkiej 388 z Polanicy-Zdroju do Bystrzycy Kłodzkiej, na skraju lasów świerkowych porastających Zagajnik.
Płynie lekko sfalowanym terenem przez pola, wśród luźno rozrzuconych zagród Starkówka oraz Dunaju, a potem przez Starków, za którym jej koryto staje się głębsze, miejscami przechodząc w wąwozy i jary o stromych, a czasem nawet urwistych zboczach, które porośnięte są gęstymi zaroślami. Na całej długości potok płynie wśród użytków rolnych i na wysokości około 320 m n.p.m. uchodzi do Duny Górnej. Długość potoku wynosi około 7,5 km. 
Duna Dolna odwadnia północną część Wysoczyzny Łomnicy, zbudowanej z piaskowców kredowych, na których zalegają osady plejstoceńskie. Z wielu miejsc wzdłuż potoku rozlegają się ładne, rozległe panoramy pasm górskich otaczających ziemię kłodzką. Duna Dolna ma kilka bezimiennych dopływów.